# Eleccions al Parlament Europeu de 1999 (Grècia)
Les Eleccions al Parlament Europeu de 1999 es van celebrar a Grècia el 13 de juny de 1999 per escollir els 25 membres grecs al Parlament Europeu. Els membres eren elegits per representació proporcional de llistes de partit amb un llindar del 3% per a qualsevol partit.

## Resultats
|             |                                          |       |           |       |        |     |
| Candidatura | Candidatura                              | Grup  | Vots      | %     | Escons | +/- |
|             | Nova Democràcia (ND)                     | PPE   | 2.314.371 | 36.00 | 9 / 25 | =   |
|             | Moviment Socialista Panhel·lènic (PASOK) | PSE   | 2.115.844 | 32.91 | 9 / 25 | 1   |
|             | Partit Comunista de Grècia (KKE)         | GUE   | 557.365   | 8,67  | 3 / 25 | 1   |
|             | Moviment Democràtic Social (DIKKI)       | GUE   | 440.191   | 6,85  | 2 / 25 | Nou |
|             | Synaspismós (SYN)                        | GUE   | 331.928   | 5.16  | 2 / 25 | =   |
|             | Primavera Política (PA)                  | ENF   | 146.512   | 2.28  | 0 / 25 | 2   |
|             | Altres                                   | -     | 522.485   | 8,13  | -      |     |
| Total       | Total                                    | Total | 6,712,684 |       | 25     |     |